# Kaka (Türkmenisztán)
Kaka (Chaacha, Kaakcha, Kaakhka, Çäçe) kisváros Türkmenisztánban és a Kaka kerület fővárosa az Ahal provinciában. A városon keresztül halad a transz-kaszpi vasút. Tengerszint feletti magassága 283 méter.

## Történelme
A polgárháború alatt 1918 augusztus 28-án, valamint szeptember 11-én és 18-án a mensevikek és bolsevikok között.

## Fordítás
Ez a szócikk részben vagy egészben  a   Kaka, Turkmenistan című angol Wikipédia-szócikk fordításán alapul.  Az eredeti cikk szerkesztőit annak laptörténete sorolja fel. Ez a jelzés csupán a megfogalmazás eredetét és a szerzői jogokat jelzi, nem szolgál a cikkben szereplő információk forrásmegjelöléseként.